# Ford Model C
Ford Model С — автомобіль американської автомобілебудівної компанії «Ford», що вироблявся на заводі «Ford Piquette Avenue Plant» у Детройті у 1904-1905 роках. 

## Особливості конструкції
Перші зразки «Ford Model С» було випущено у 1904 році і вони були варіантом першого «Ford Model A» (1903) але мали сучасніший вигляд, дещо потужніший двигун і на 15 см більшу колісну базу. «Model C» була замінена у подальшому на «Model F» у 1905 році.
Обидві моделі «Model A» і «Model C» випускались паралельно, при цьому «Model A» частково оснащувались двигунами від «Model C», такий варіант мав назву «Model AC». На «Model C» спочатку встановлювався двоциліндровий опозитний двигун потужністю 8 к.с., а згодом у 1905 році він став 10-сильним (7,46 кВт), і розташовувався у середній частині кузова під сидінням, як і на «Model A». Двомісна «Model C» продавалась за US$850, з можливістю розширити до 4-х місць за додаткові US$100. Як і в попередній моделі, знову ж таки пропонувався розкладний гумовий тентовий дах за додаткові 30 доларів, а шкіряний — за 50 доларів.
«Model C» була першим автомобілем, що виготовлявся також на дочірньому підприємстві «Ford» у Канаді (англ. Ford Motor Company of Canada Ltd.).
Всього було вироблено 800 штук.